# Síntesis de Wöhler

Animación de la síntesis de Wöhler.

Friedrich Wöhler (1800–1882) logró sintetizar un compuesto orgánico a partir de un compuesto inorgánico, poniendo fin de esta manera a la teoría vitalista de Jöns Jacob Berzelius.
Precursor en el campo de la química orgánica, Wöhler es célebre por su síntesis del compuesto orgánico denominado urea. Sin embargo, no fue el primero que sintetizó, ya que el primero fue el oxalato de amonio.
Wohler era un joven muy entusiasta y algo rebelde, que no estaba convencido de la existencia de la “fuerza vital”. En 1824 concluyó sus estudios en Estocolmo con Berzelius y cuatro años después, en Berlín, logró sintetizar en el laboratorio un producto elaborado por los organismos vivos, la urea. Esta sustancia, también llamada carbodiamida (NH2 – CO – NH2), aparece en la orina humana y de muchos animales, aunque también se encuentra en algunos vegetales. Con esta síntesis, Wohler derrumbó los principales argumentos de los vitalistas, y en particular los de su profesor, que en un principio se negó a admitir el hecho científico.
Wöhler estudiaba las sales del ácido ciánico. Al mezclar cianato de potasio con cloruro de amonio, ambos en solución, luego calentar y luego enfriar, obtuvo cianato de amonio. Este, al calentarse, sufre una "transposición", convirtiéndose en urea:
Como alternativa, la reacción se puede realizar con cianato de plomo y amoníaco. Se trata de una reacción de doble desplazamiento que forma cianato de amonio:
{\displaystyle {\ce {Pb (NCO)2 + 2NH3 + 2H2O -> Pb(OH)2 + 2NH4(NCO)}}}
El cianato de amonio se descompone en amoníaco y ácido ciánico, que a su vez reaccionan para producir urea por adición nucleofílica seguida por una isomerización tautomérica:
{\displaystyle {\ce {NH4(OCN) -> NH3 + HNCO <=> (NH2)2CO}}}
La complejación con ácido oxálico ayuda al equilibrio de esta reacción.
En su publicación original, Wöhler demostró la reacción usando varios conjuntos de reactivos: ácido ciánico y amoníaco, cianato de plata y cloruro de amonio, la combinación citada de cianato de plomo y amoníaco, y finalmente cianato de mercurio con amoníaco cianético (que a su vez es ácido ciánico y amoníaco).
Industrialmente se fabrica la urea calentando el carbamato amónico, que se obtiene haciendo reaccionar a presión el amoníaco y el anhídrido carbónico.
```
        
NH
2
                             NH
2

   
OC <          ------>  H
2
O  +   OC <

        
0.NH
4
                           NH
2
```